# Zonocypretta kalimna
Zonocypretta kalimna é uma espécie de crustáceo da família Cypridinidae.
É endémica da Austrália.